# Katharevousa

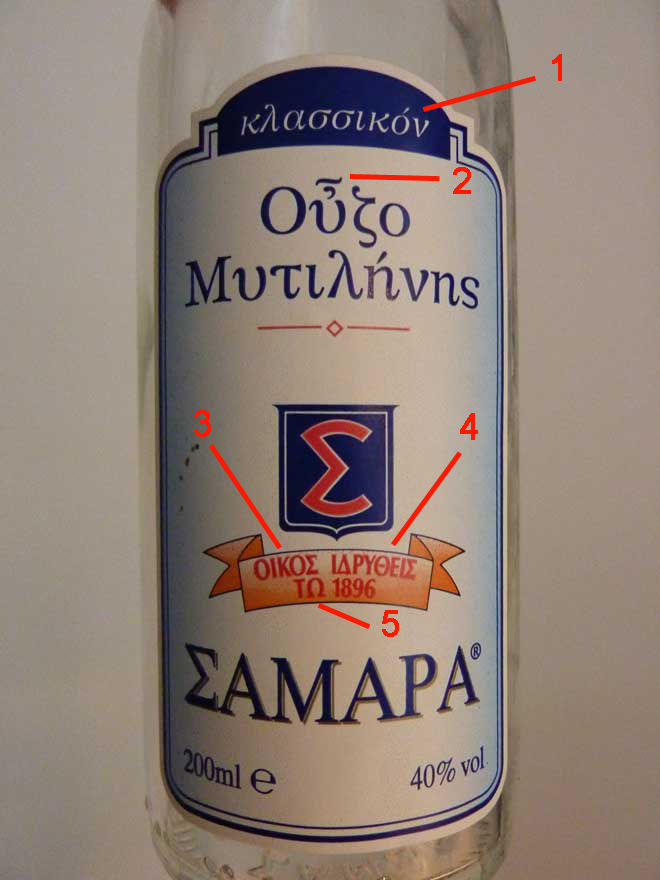
Spuren der Hochsprache im Griechenland der Gegenwart:
1. Endung -ν beim Adjektiv κλασσικόν
2. Polytonische Schreibweise
3. Wortschatz: οίκος
4. Partizip Aorist Passiv ιδρυθείς
5. Kasus: Dativ bei der Jahreszahl (τω)

Die heute als Katharevousa oder Katharevusa [kaθaˈrevusa] (Καθαρεύουσα „die Reine [Sprache]“) bezeichnete Form des Griechischen wurde im 19. Jahrhundert zunächst auf Basis der griechischen Volkssprache (Dimotiki), später eher nach dem Ideal des klassischen Attisch entwickelt, als man die Notwendigkeit einer modernen Staats- und Bildungssprache feststellte und die gesprochene Volkssprache für die Zwecke des neu zu gründenden griechischen Staates nicht als ausreichend erachtete.
Die eine Katharevousa hat es nie gegeben; vielmehr wurden während des griechischen Sprachenstreits eine Vielzahl von unterschiedlich stark antikisierenden Abstufungen der Katharevousa (wie auch der Dimotiki) von verschiedenen Schriftstellern unterstützt.

## Entwicklung
Der Initiator der Katharevousa war der Schriftsteller Adamantios Korais (1748–1833), der zunächst eine überarbeitete Form der neugriechischen Volkssprache befürwortete. Der Grundgedanke war, das gesprochene Griechisch von fremdsprachigen Einflüssen (z. B. aus dem Türkischen) zu reinigen und sehr volkstümliche Ausdrücke durch gehobenere zu ersetzen. Für das volkstümliche Wort für Fisch, ψάρι psári, schlug Korais die spätantike (mittelgriechische) Form ὀψάριον opsárion und nicht etwa das altgriechische ἰχθύς ichthýs vor. Erst später wurden zunehmend auch radikalere Sprachformen propagiert, die bis zum reinen Attizismus reichten.
Mit der Staatsgründung wurde die Katharevousa als autoritative und antikisierende Staatssprache etabliert, die mit dem ursprünglich von Korais verfolgten Ideal einer, subjektiv, verschönerten Volkssprache nicht mehr viel gemeinsam hatte und von keinem Menschen als Muttersprache gesprochen wurde. Sie wurde zwar nach wie vor immer als Neugriechisch bezeichnet, hatte aber in den meisten Fällen ein eher altgriechisches Aussehen. Mit der altgriechischen Sprache ist sie jedoch keineswegs gleichzusetzen, da sie auch Formen und Wörter enthielt, die es im Altgriechischen nie gab.
Die Katharevousa war bis 1976 Amtssprache des Staates. Seitdem ist die natürlich entstandene und von Griechen als Muttersprache gesprochene Form des Neugriechischen (auch als Dimotiki, später unter Berücksichtigung neuerer Katharevousa-Einflüsse auf die gesprochene Sprache korrekter auch als νεοελληνική κοινή neoellinikí kiní, englisch Standard Modern Greek, bezeichnet) alleinige Staatssprache Griechenlands sowie Amtssprache Zyperns und der Europäischen Union. 1982 wurde auch die polytonische Orthographie offiziell abgeschafft.
Die Katharevousa spielt in einigen Bereichen wie dem Rechtswesen, der Medizin und der Kirche weiterhin eine Rolle; auch viele Sprichwörter und Redewendungen des Alltags stammen aus der Katharevousa. Zahlreiche Wörter und grammatikalische Erscheinungen der Katharevousa sind ins Neugriechische eingegangen und werden heute nicht mehr als altertümlich oder gelehrt wahrgenommen.
Die Estia erschien als letzte Tageszeitung bis 1997 in Katharevousa und verwendete weiterhin die polytonische Schreibweise.